# Plebiscyt „Ludzie Wolności”
Plebiscyt „Ludzie Wolności” – w związku z obchodami 25. rocznicy wyborów 1989 roku Gazeta Wyborcza wraz z telewizją TVN ogłosiła plebiscyt na Człowieka Wolności. Kapituła nagrody wybrała po 5 osób w 5 kategoriach. W skład Kapituły Nagrody weszli: prof. Michał Kleiber, Ryszard Szurkowski, Aleksandra Klich, Katarzyna Kolenda-Zaleska, Jacek Michałowski, Alek Kutela, Paweł Huelle, Waldemar Dąbrowski, Wojciech Szpil, Andrzej Klesyk, Mateusz Morawiecki, Robert Gliński, prof. Marek A. Cichocki, Jerzy Koźmiński. Wybór Człowieka Wolności odbywał się poprzez głosowanie smsowe.
Poniżej lista zwycięzców i nominowanych:
| Werdykt       | Osoba                                     | Uzasadnienie Kapituły |
| ------------- | ----------------------------------------- | --- |
| Nauka         | Nauka                                     | Osoby, które przyczyniły się do rozwoju nauki i w ten sposób wpłynęły na życie wszystkich Polaków. Ważne, by ich osiągnięcia podniosły jakość naszego życia albo wpłynęły na pozytywny wizerunek naszego kraju. |
| Laureat       | Henryk Skarżyński                         | Światowej sławy otochirurg i specjalista z otorynolaryngologii, audiologii i foniatrii. Stworzył, niemal od zera, w Kajetanach pod Warszawą, Światowe Centrum Słuchu. W tym ośrodku wykonuje się obecnie najwięcej na świecie zabiegów poprawiających słuch. |
| Nominacja     | Space is More oraz Husar Robot Księżycowy | Space is More - studenci Politechniki Wrocławskiej, którzy dostali się do finału prestiżowego konkursu organizowanego przez NASA. Zadaniem studentów było zaprojektowanie misji dwuosobowej załogi, która wykona lot wokół Marsa bez lądowania, a następnie powróci na Ziemię. Husar Robot Księżycowy - zespół studentów Politechniki Warszawskiej, który zbudował robota Husar i jako jedyny zespół z Europy w 2013 roku wziął udział w konkursie NASA na Florydzie. Zdobył tam nagrodę "za wytrwałość" (kurier zgubił paczkę z kluczowymi częściami, ale Polacy przez noc odtworzyli robota). |
| Nominacja     | Maria Janion                              | Historyczka literatury, przez kilkadziesiąt lat profesor Instytutu Badań Literackich PAN, wykładowczyni Uniwersytetu Gdańskiego, gdzie prowadziła legendarne seminarium "Transgresje". Najwybitniejsza polska znawczyni literatury romantycznej, współzałożycielka Towarzystwa Kursów Naukowych. Pomnikowa postać polskiej humanistyki. Uważna obserwatorka życia publicznego, skrzętnie wytykająca Polakom osuwanie się w szkodliwe mity, martyrologię i zabobony na własny temat. |
| Nominacja     | Adam Maciejewski                          | Transplantolog z Instytutu Onkologii w Gliwicach, szef zespołu, który przeprowadził pierwszy w kraju przeszczep twarzy. Operacja ta została uznana za najlepszy na świecie zabieg rekonstrukcyjny przeprowadzony w 2013 r. |
| Nominacja     | Włodzimierz Strupiński                    | Pracownik Instytutu Technologii Materiałów Elektronicznych (ITME). Opracował nowatorską, przemysłową technologię produkcji grafenu najwyższej jakości. Tym samym ITME znalazł się na elitarnej liście 13 najważniejszych ośrodków zajmujących się grafenem na świecie, obok laboratoriów IBM, MIT, Samsunga i Uniwersytetu Manchesteru. |
| Kultura       | Kultura                                   | Kandydaci powinni mieć na swoim koncie niezwykłe osiągnięcia w promowaniu i rozwijaniu polskiej kultury. Chcemy nagrodzić działania zmieniające nie tylko nasze kino, teatr czy sztuki piękne, ale także najbliższe otoczenie każdego z nas. |
| Laureat       | Krystyna Janda                            | Aktorka-ikona, a w III RP także założycielka i szefowa najpopularniejszego prywatnego polskiego teatru, na którego scenie doskonale wyważa sztukę wysoką i popularną. W wolnej Polsce pokazała, jak można wykorzystać wolność dla tworzenia kultury i - nie oglądając się na przeszkody - dać coś ważnego wszystkim, właśnie w dziedzinie kultury. Wyjście jej teatru na ulice Warszawy to pomysł, który przybliża kulturę wszystkim i udowadnia, że mamy zakorzenioną potrzebę uczestniczenia w kulturze. |
| Nominacja     | Rafał Blechacz                            | Pianista, zdobywca wielu nagród i wyróżnień na ogólnopolskich konkursach pianistycznych. W 2006 r. otrzymał Paszport "Polityki". Występował w największych salach koncertowych całego świata. W 2006 r. podpisał wyłączny, 5-letni kontrakt z wytwórnią Deutsche Grammophon na 3 produkcje nagraniowe. Jest drugim w historii - po Krystianie Zimmermanie - Polakiem związanym z tą ekskluzywną firmą fonograficzną. |
| Nominacja     | Leszek Możdżer                            | Wszechstronny pianista i kompozytor. Będąc członkiem zespołu "Miłość", współtworzył najciekawszy nurt jazzowy ostatnich lat - yass. Nagrywa z największymi gwiazdami jazzu. |
| Nominacja     | Janusz Głowacki                           | Polski prozaik, dramaturg, scenarzysta, felietonista. Jego twórczość była tłumaczona na wiele języków (angielski, chiński, czeski, estoński, francuski, hiszpański, koreański, niemiecki, rosyjski, serbski, słowacki, węgierski). Jest członkiem Stowarzyszenia Pisarzy Polskich. Autor książek: "Antygona w Nowym Jorku", "Czwarta siostra", "Z głowy", "Jak być kochanym", "Good night, Dżerzi", "Przyszłem czyli jak pisałem scenariusz o Lechu Wałęsie dla Andrzeja Wajdy". |
| Nominacja     | Agnieszka Holland                         | Reżyserka i scenarzystka, która w latach 70. współtworzyła nurt kina moralnego niepokoju, od lat 80. tworzy ważne filmy na Zachodzie, a w ostatniej dekadzie walnie przyczyniła się do odnowy serialu jako ambitnego gatunku telewizyjnego w Ameryce i Europie. Przyczyniła się do promowania polskiej kultury za granicą, a także do zwiększenia świadomości historycznej Polaków, za sprawą wyreżyserowanych przez siebie filmów. |
| Sport         | Sport                                     | Tu poszukujemy bohaterów, dzięki którym Polacy coraz chętniej zajmują się tą ważną dziedziną naszego życia. Nie chodzi nam wyłącznie o wybitnych zawodników, choć oczywiście ich z plebiscytu nie wykluczamy. Ważna jest dla nas pasja, zaangażowanie i chęć zmiany na lepsze w tej sferze. |
| Laureat       | Adam Małysz                               | Skoczek narciarski z Wisły. Cztery razy stawał na olimpijskim podium, cztery razy zdobywał tytuł indywidualnego mistrza świata, również czterokrotnie sięgnął po Puchar Świata (w tym trzy razy z rzędu). Wielokrotny laureat Turnieju Czterech Skoczni. Dwadzieścia razy zdobywał tytuł zimowego i osiemnaście razy letniego Mistrza Polski w skokach narciarskich. Polaków oglądających jego dokonania faktycznie połączyła Solidarność w dopingu dla niego. Ludzie zbliżyli się do siebie. A dzięki jego sukcesom rozbudowana została baza i zaplecze dla skoków narciarskich w Polsce. Dzięki niemu też, mamy teraz Kamila Stocha. |
| Nominacja     | Justyna Kowalczyk                         | Biegaczka narciarska. Mistrzyni olimpijska w biegu na 10 km stylem klasycznym z Soczi, wicemistrzyni olimpijska i zdobywczyni brązowego medalu na igrzyskach w Vancouver. Posiadaczka kilku tytułów mistrzyni świata oraz dwóch Kryształowych Kul. Startując już kilkanaście lat zdobyła wiele medali na mistrzostwach świata i olimpiadach, co przyczyniło się do rozsławienia Polski na świecie. Wykazała w ostatnich latach niezwykły hart ducha w sporcie, który uwielbia i kocha. Tym samym dostarczyła wiele emocji i radości wszystkim kibicom. |
| Nominacja     | Agnieszka Radwańska                       | Tenisistka, finalistka wielkoszlemowego Wimbledonu 2012 w singlu, wiceliderka rankingu WTA Tour. Zwyciężczyni trzynastu turniejów WTA w grze pojedynczej i dwóch w grze podwójnej. Triumfatorka dwóch juniorskich turniejów wielkoszlemowych Wimbledon 2005 i French Open 2006. Reprezentantka kraju w Pucharze Federacji oraz na Igrzyskach Olimpijskich 2008 w Pekinie i Igrzyskach Olimpijskich 2012 w Londynie, na których była chorążym. Jest drugą Polką w historii (po Jadwidze Jędrzejowskiej w 1937), która dotarła do finału turnieju wielkoszlemowego w singlu (Wimbledon 2012) oraz do półfinału turnieju wielkoszlemowego w deblu (Australian Open 2010 oraz US Open 2011). Jest także drugą osobą z Polski w erze open (po Wojciechu Fibaku w 1977), która osiągnęła pierwszą dziesiątkę rankingu. |
| Nominacja     | Robert Korzeniowski                       | Lekkoatleta, chodziarz, wielokrotny mistrz olimpijski i świata. Jest pierwszym człowiekiem w historii chodu światowego, który zdobył medale na trzech igrzyskach z rzędu, a także pierwszym, który wygrał rywalizację na 20 i 50 km podczas jednych igrzysk. Czterokrotny mistrz olimpijski (1996, 2000 - dwukrotnie, 2004). Trzykrotnie zdobył też mistrzostwo świata w chodzie na 50 kilometrów (1997, 2001 i 2003), wielokrotnie był mistrzem i rekordzistą Polski w tej dyscyplinie. Dwukrotnie sięgał także po mistrzostwo Europy (1998, 2002). Mistrzowski wynik z Paryża z grudnia 2006 był rekordem świata. Za wybitne osiągnięcia sportowe został odznaczony przez prezydenta RP Aleksandra Kwaśniewskiego kolejno Krzyżem Kawalerskim Orderu Odrodzenia Polski w 1996 roku, Krzyżem Oficerskim Orderu Odrodzenia Polski i Krzyżem Komandorskim Orderu Odrodzenia Polski w 2004 oraz złotym medalem francuskiego ministerstwa Jeunesse et Sport.                                                                    |
| Nominacja     | Renata Mauer-Różańska                     | Specjalistka w strzelaniu z karabinu pneumatycznego i karabinu kulowego z trzech postaw. Dzięki zwycięstwu w Sydney została najbardziej utytułowanym polskim strzelcem w historii. Na koncie oprócz dwóch złotych i jednego brązowego medalu olimpijskiego ma też między innymi dwa srebrne i jeden brązowy medal mistrzostw świata. |
| Społeczeństwo | Społeczeństwo                             | Poszukujemy ludzi, którzy w ciągu ostatnich 25 lat zmienili polską rzeczywistość: rozwiązali ważny problem, rozpoczęli dyskusję na istotny społecznie temat; sprawili, że odmieniło się nasze życie. To mogą być bohaterowie szerzej nieznani i nieoczywiści. |
| Laureat       | Jerzy Owsiak                              | Dziennikarz radiowy i telewizyjny, showman, działacz charytatywny. Założyciel i prezes zarządu Fundacji Wielkiej Orkiestry Świątecznej Pomocy, główny pomysłodawca i realizator corocznego Finału WOŚP, twórca jednej z największych cyklicznych imprez muzycznych - Przystanku Woodstock. Jest także witrażystą i byłym psychoterapeutą. W 1992 r. Owsiak zaprosił lekarzy do swojego programu "Brum" w III programie PR i przypominał słuchaczom w każdej jego edycji o wpłacaniu pieniędzy na podane konto. Akcja była kontynuowana również w czasie festiwalu w Jarocinie w tym samym roku. Pozytywny odzew społeczny i wartość zgromadzonych środków zdecydowały o nadaniu tym działaniom formy prawnej. W marcu 1993 r. z inicjatywy Jerzego Owsiaka i Waltera Chełstowskiego powstała WOŚP, której I Finał odbył się 3 stycznia 1993 r. Od tego czasu Finał WOŚP odbywa się co roku, a Jerzy Owsiak pełni rolę głównego organizatora i konferansjera programu telewizyjnego pod tym samym tytułem, nadawanego w TVP2. |
| Nominacja     | Małgorzata Chmielewska                    | Siostra zakonna, przełożona wspólnoty "Chleb Życia". Ukończyła studia na Wydziale Biologii Uniwersytetu Warszawskiego, przed wstąpieniem do wspólnoty pracowała jako katechetka z dziećmi niewidomymi oraz organizowała pomoc dla pensjonariuszek warszawskiego więzienia przy ul. Rakowieckiej. Zajmuje się pomocą tym, którzy żyją na marginesie społeczeństwa: prowadzi kilka noclegowni, domów dla bezdomnych, chorych oraz dla samotnych matek, utworzyła stypendium naukowe dla dzieci z rodzin o złej sytuacji materialnej. Jest pomysłodawczynią manufaktur zatrudniających osoby zagrożone wykluczeniem społecznym. Założyła fundację Domy Wspólnoty "Chleb Życia", która pomaga ludziom zagrożonym wykluczeniem. |
| Nominacja     | Janina Ochojska                           | Działaczka humanitarna, założycielka Polskiej Akcji Humanitarnej, astronom. Od końca lat 70. związana z opozycją demokratyczną. Jest osobą niepełnosprawną od wczesnego dzieciństwa (choroba Heinego-Medina). W 1984 r. wyjechała do Francji na operację. Tam zetknęła się z ideą pomocy humanitarnej. Jako wolontariuszka działała dla fundacji EquiLibre, wyszukując kontakty i koordynując pomoc dla Polski. W 1989 r. była jednym z twórców polskiego oddziału Fundacji EquiLibre. W 1992 r. zorganizowała konwój polskiej pomocy dla byłej Jugosławii. W 1994 r. założyła Polską Akcję Humanitarną, w której objęła funkcję prezesa. |
| Nominacja     | Ewa Błaszczyk                             | Aktorka teatralna i filmowa, piosenkarka i pieśniarka. W 2002 r. razem z księdzem Wojciechem Drozdowiczem, twórcą "Ziarna" w TVP, założyła fundację "Akogo?", działającą na rzecz dzieci wymagających rehabilitacji po ciężkich urazach neurologicznych oraz ich rodzin. Jej celem było wybudowanie Kliniki Neurorehabilitacyjnej "Budzik" przy Centrum Zdrowia Dziecka. Oficjalne otwarcie kliniki miało miejsce 7 grudnia 2012 r. Jest to pierwsza w Polsce klinika dla dzieci po ciężkich urazach mózgu. Znajdująca się na skraju lasu w Międzylesiu klinika "Budzik" ma okrągły kształt, który ma kojarzyć się ze stokrotką rysowaną przez Ewę Błaszczyk w swoim podpisie. Klinika "Budzik" połączona jest łącznikiem z sąsiadującym Centrum Zdrowia Dziecka. |
| Nominacja     | Jan Ołdakowski                            | Dyrektor Muzeum Powstania Warszawskiego. Jest współautorem koncepcji i programu działalności tego muzeum. Jest członkiem nadzwyczajnym Światowego Związku Żołnierzy Armii Krajowej oraz Rady Kuratorów Zakładu Narodowego im. Ossolińskich. Związany ze środowiskiem krakowskiego Ośrodka Myśli Politycznej (należy do Klubu Przyjaciół i Sponsorów OMP). W 2010 r. odebrał honorowe członkostwo Związku Powstańców Warszawskich oraz dyplom Benemerenti (dobrze zasłużonym), przyznawany przez Ordynariat Polowy Wojska Polskiego. |
| Biznes        | Biznes                                    | Chcemy wyróżnić nie tylko biznesmenów o niezwykłych osiągnięciach, ale również tych, którzy prowadząc firmy lub budując wielkie przedsiębiorstwa, nie zapomnieli o innych: godnie płacą swoim pracownikom, dają im szansę rozwoju, współpracują ze społecznością lokalną. |
| Laureat       | Solange i Krzysztof Olszewscy             | Założyciele Solaris Bus & Coach, liczącego się w Europie producenta m.in. autobusów i tramwajów. Są symbolem polskiego sukcesu w motoryzacji i współpracy gospodarczej. Prowadzą działalność społeczną oraz charytatywną. Od uruchomienia produkcji w 1996 r. z fabryki w Bolechowie pod Poznaniem wyjechało blisko 10 tys. pojazdów, które trafiły do 26 krajów. W 1999 r. pojawił się na rynku niskopodłogowy autobus miejski Solaris. Przychody ze sprzedaży Solaris Bus & Coach wyniosły w 2011 r. 1,5 mld zł, zysk netto - 69 mln złotych. |
| Nominacja     | Wiesław Rozłucki                          | Ekonomista, współzałożyciel Giełdy Papierów Wartościowych w Warszawie i jej pierwszy prezes (1991-2006). W latach 1990–91 był doradcą ministra finansów, a następnie dyrektorem departamentu w Ministerstwie Przekształceń Własnościowych. Od 1994 do 2006 r. pełnił funkcję członka i przewodniczącego Rady Nadzorczej Krajowego Depozytu Papierów Wartościowych. Od 2011 r. jest przewodniczącym Kapituły Nagrody Gospodarczej Prezydenta RP. W 2007 został laureatem nagrody Galeria Chwały Polskiej Ekonomii, wyróżnienia przyznawanego przez jury wytypowane przez "Manager Magazin", PKPP Lewiatan, SGH i Akademię Leona Koźmińskiego. |
| Nominacja     | Jan Kulczyk                               | Przedsiębiorca, właściciel firmy Kulczyk Holding oraz międzynarodowej grupy inwestycyjnej. Najbardziej aktywny na arenie międzynarodowej polski biznesmen. Działa w Europie, Afryce, Ameryce Południowej. W Afryce jego wizytówką jest notowany na giełdzie w Londynie Ophir Energy, który specjalizuje się w poszukiwaniach węglowodorów na dnie morza. Najbogatszy Polak w rankingu "Wprost" od 2000 roku, z przerwą na 2007 rok, gdy spadł na 11. miejsce, aby już po roku powrócić na pozycję lidera. |
| Nominacja     | Tomasz Zaboklicki                         | Prezes i współudziałowiec PESA Bydgoszcz S.A. Z firmą związany jest od początku swojego życia zawodowego. Startował z pozycji szeregowego pracownika i awansował do funkcji dyrektora generalnego. W 2001 r., kiedy zakłady stanęły na skraju bankructwa, Zaboklicki wraz z kolegami z zarządu, założył spółkę menedżerską, która odkupiła udziały w firmie za kredyt wzięty pod zastaw ich prywatnych majątków. W tym też roku firma zmieniła nazwę oraz zaczęła budować pozycję rynkową, opierając się na produkcji, a nie jak do tej pory - remontach taboru kolejowego. PESA wygrała wiele przetargów na jego dostawę. Tramwaje i pociągi z Bydgoszczy jeżdżą po torach PKP i wielu polskich miast, a także na Białorusi, Litwie, Ukrainie, Węgrzech, w Czechach, Kazachstanie, Niemczech, Rumunii i we Włoszech. Zaboklicki jest laureatem konkursu Przedsiębiorca Roku 2012 organizowanego przez firmę Ernst & Young oraz Laureatem Nagrody Kisiela 2012.                                                              |
| Nominacja     | Irena Eris                                | Współwłaścicielka (wraz z mężem Henrykiem Orfingerem) przedsiębiorstwa Laboratorium Kosmetyczne Dr Irena Eris Sp. z o.o, w którym jest dyrektorem ds. badań i rozwoju oraz sieci Hoteli SPA Dr Irena Eris. Od początku działalności firmy zajmuje się kreacją nowych produktów i zarządza procesem ich powstawania. Laureatka wielu prestiżowych nagród m.in. Dama biznesu dziesięciolecia (Business Centre Club, 1999), Biznesmen roku 1999 (tytuł nadany przez studentów SGH, 2000), Nagroda Kisiela za stworzenie wielkiego, średniego przedsiębiorstwa (tygodnik Wprost, 2000), Perły Biznesu 2003 za stworzenie najcenniejszej polskiej marki z nazwiska (miesięcznik Businessman, 2003). W 2004 r. zajęła wysoką 20. pozycję na liście najbardziej wpływowych kobiet w dziejach Polski. |